# العلاقات المالديفية المولدوفية
العلاقات المالديفية المولدوفية هي العلاقات الثنائية التي تجمع بين المالديف ومولدوفا.

## مقارنة بين البلدين
هذه مقارنة عامة ومرجعية للدولتين:
| وجه المقارنة                                              | المالديف       | مولدوفا                           |
| --------------------------------------------------------- | -------------- | --------------------------------- |
| المساحة (كم2)                                             | 298            | 33.85 ألف                         |
| عدد السكان (نسمة)                                         | 436.33 ألف     | 2.55 مليون                        |
| الكثافة السكانية (ن./كم²)                                 | 146.42 ألف     | 75.33                             |
| العاصمة                                                   | ماليه          | كيشيناو                           |
| اللغة الرسمية                                             | اللغة الديفهي  | اللغة المولدوفية، اللغة الرومانية |
| العملة                                                    | روفيه مالديفية | ليو مولدوفي                       |
| الناتج المحلي الإجمالي (بليون دولار)                      | 4.60 مليار     | 8.13 مليار                        |
| الناتج المحلي الإجمالي (تعادل القوة الشرائية) بليون دولار | 5.23 مليار     | 17.94 مليار                       |
| الناتج المحلي الإجمالي الاسمي للفرد دولار أمريكي          | 8.39 ألف       | 3.65 ألف                          |
| الناتج المحلي الإجمالي للفرد دولار أمريكي                 | 12.53 ألف      | 4.98 ألف                          |
| مؤشر التنمية البشرية                                      | 0.706          | 0.693                             |
| رمز المكالمات الدولي                                      | +960           | +373                              |
| رمز الإنترنت                                              | .mv            | .md                               |
| المنطقة الزمنية                                           | ت ع م+05:00    | ت ع م+02:00، ت ع م+03:00          |

## منظمات دولية مشتركة
يشترك البلدان في عضوية مجموعة من المنظمات الدولية، منها:
| علم المنظمة | اسم المنظمة                        | تاريخ انضمام المالديف | تاريخ انضمام مولدوفا |
| ----------- | ---------------------------------- | --------------------- | -------------------- |
|             | مؤسسة التنمية الدولية              | 13 يناير 1978         | 14 يونيو 1994        |
|             | يونسكو                             | 18 يوليو 1980         | 27 مايو 1992         |
|             | وكالة ضمان الاستثمار متعدد الأطراف | 19 مايو 2005          | 9 يونيو 1993         |
|             | الأمم المتحدة                      | 21 سبتمبر 1965        | 2 مارس 1992          |
|             | الاتحاد البريدي العالمي            | ?                     | ?                    |
|             | البنك الدولي للإنشاء والتعمير      | 13 يناير 1978         | 12 أغسطس 1992        |
|             | الاتحاد الدولي للاتصالات           | 28 فبراير 1967        | 20 أكتوبر 1992       |
|             | منظمة حظر الأسلحة الكيميائية       | ?                     | ?                    |
|             | مؤسسة التمويل الدولية              | 2 فبراير 1983         | 10 مارس 1995         |
|             | منظمة التجارة العالمية             | ?                     | ?                    |
|             | منظمة الشرطة الجنائية الدولية      | ?                     | ?                    |

## وصلات خارجية
- موقع وزارة الخارجية المالديفية
- موقع وزارة الخارجية المولدوفية